# Symphurus reticulatus
Symphurus reticulatus är en fiskart som beskrevs av Munroe, 1990. Symphurus reticulatus ingår i släktet Symphurus och familjen Cynoglossidae. Inga underarter finns listade i Catalogue of Life.